# Carlos Cock
Carlos Cock Parra (Medellín, 17 de julio de 1871-Medellín, 1 de enero de 1947) fue un político e ingeniero colombiano, gobernador de Antioquia en dos ocasiones. 

## Biografía
Nació en Medellín a mediados de 1871, hijo de Zacarías Cock Bayer, quien fue notario de Medellín y descendiente de ingleses y alemanes, y de María Josefa Parra Duque. Realizó sus estudios primarios y sus estudios secundarios en la Escuela de La Paz y la Escuela de Unión en Medellín, respectivamente. Estudió Ingeniería de Minas en la Escuela Nacional de Minas, de dónde se graduó en 1893 como parte de la primera promoción.
Inició su carrera en el sector público como Ingeniero de Caminos de la Gobernación de Antioquia, para después administrador general y gerente del Ferrocarril de Antioquia. También fue Director de la Escuela de Artes y Oficios del Departamento. En octubre de 1913 fue nombrado Gobernador de Antioquia por primera vez, bajo la presidencia de Carlos Eugenio Restrepo, del cual era gran amigo. Fue gobernador por segunda ocasión en 1930, bajo el gobierno de Enrique Olaya Herrera, ausentándose en varias ocasiones y provocando largos períodos de administración interina. Fue en este mandato que una grave crisis económica golpeó a la región, por lo cual debió pedir un préstamo personal a Gabriel Ángel Escobar para financiar gastos gubernamentales; así mismo, fundó la Casa de Menores de Fontidueño. También fue Senador. 
Fue subdirector de la Escuela de Minas, en la cual enseñó matemáticas, química, geología y metalurgia. En el sector privado llegó a ser Gerente de Gaseosas Posada Tobón entre 1917 y 1919, y gerente de la compañía Seguros y Urbanización, que construiría una gran cantidad de barrios en Medellín. Participó de la construcción del Ferrocarril de Puerto Wilches, de Ambalema y del muelle de Cartagena. Fue autor del libro El ferrocarril troncal de occidente (1926).
Casado con Tulia Velásquez Vélez, hija de Toribio Velásquez y de Dolores Vélez Barrientos, unión de la cual nacieron 6 hijos. 